# Мицкевич, Сергей Иванович
Сергей Иванович Мицкевич (6 [18] августа 1869, Яранск, Вятская губерния — 12 сентября 1944, Москва) — русский революционер, советский партийный и государственный деятель, историк.

## Биография
Родился 6 (18) августа 1869 год в городе Яранске Вятской губернии в семье офицера. По материнской линии приходился правнуком богатейшему яранскому купцу Ивану Носову. Из Яранска семья переехала в Либаву (ныне Лиепая), а затем в Нижний Новгород.
В Нижнем Новгороде Сергей с 1879 года учился в военной гимназии.
После окончания кадетского корпуса в 1885 году под влиянием творчества писателей Тургенева, Белинского, Добролюбова, Писарева, Чернышевского решил не идти на военную службу, а готовиться на аттестат зрелости и поступать в университет на медицинский факультет.
Отец Сергея уже умер, поэтому семья жила очень бедно, зарабатывал частными уроками и готовился к поступлению.
Осенью 1888 года поступил в Московский университет.
В 1893 году окончил медицинский факультет Московского университета. Во время студенчества участвовал в революционном движении. В 1893 году был одним из организаторов первой в Москве марксистской группы, ставшей впоследствии основой «Московского рабочего союза», положившего начало московской социал-демократической организации.
С лета 1893 года его родные переехали в Рязань, Сергей периодически приезжал к ним на короткое время, знакомясь с местной революционной и общественной работой.
В декабре 1894 года был арестован за печать и распространение нелегальной литературы, находился всё это время в одиночном заключении в Таганской тюрьме до марта 1897 года, занимаясь самообразованием. В феврале 1897 года был приговорён «по высочайшему повелению» к ссылке на 5 лет в Якутию — в Колымский край. В конце 1898 года был освобождён из тюрьмы в Олёкминске, где работал врачом на золотых приисках. Затем в Колымском крае в городе Средне-Колымске, где инициировал создание больницы, изучал специфику местных заболеваний. По возвращении из ссылки, с октября 1903 по 1906 год вёл революционную работу в Москве, при этом с июня 1904 года после ареста Баумана по 1905 год второй раз был в ссылке в Твери. Работал врачом на Морозовской Тверской мануфактуре, вёл нелегальную политическую деятельность. Вернулся в Москву 9 января 1905 года. Вместе с В. А. Обухом Мицкевич организовал в Москве по предложению комитета РСДРП лекторскую группу, действовавшую в городе при Московском Комитете РСДРП с марта 1905 по 1907 год. Был участником Декабрьского вооружённого восстания в Москве.
В августе 1906 года на его квартире в Москве был обыск, поэтому он уехал снова к родственникам в Рязань, откуда сразу в деревню Шедеево, в 15 вёрстах от Рязани, к знакомому помещику М. В. Григорову.
6 сентября 1906 года переехал в Нижний Новгород, где работал врачом в психиатрической колонии Ляхово.
Осенью 1907 года нижегородским и сормовским комитетами был выдвинут кандидатом на выборах в 3-ю Государственную Думу. Принял участие в избирательной кампании, но проиграл кадету.
В январе 1910 года переехал из колонии в Нижний Новгород.

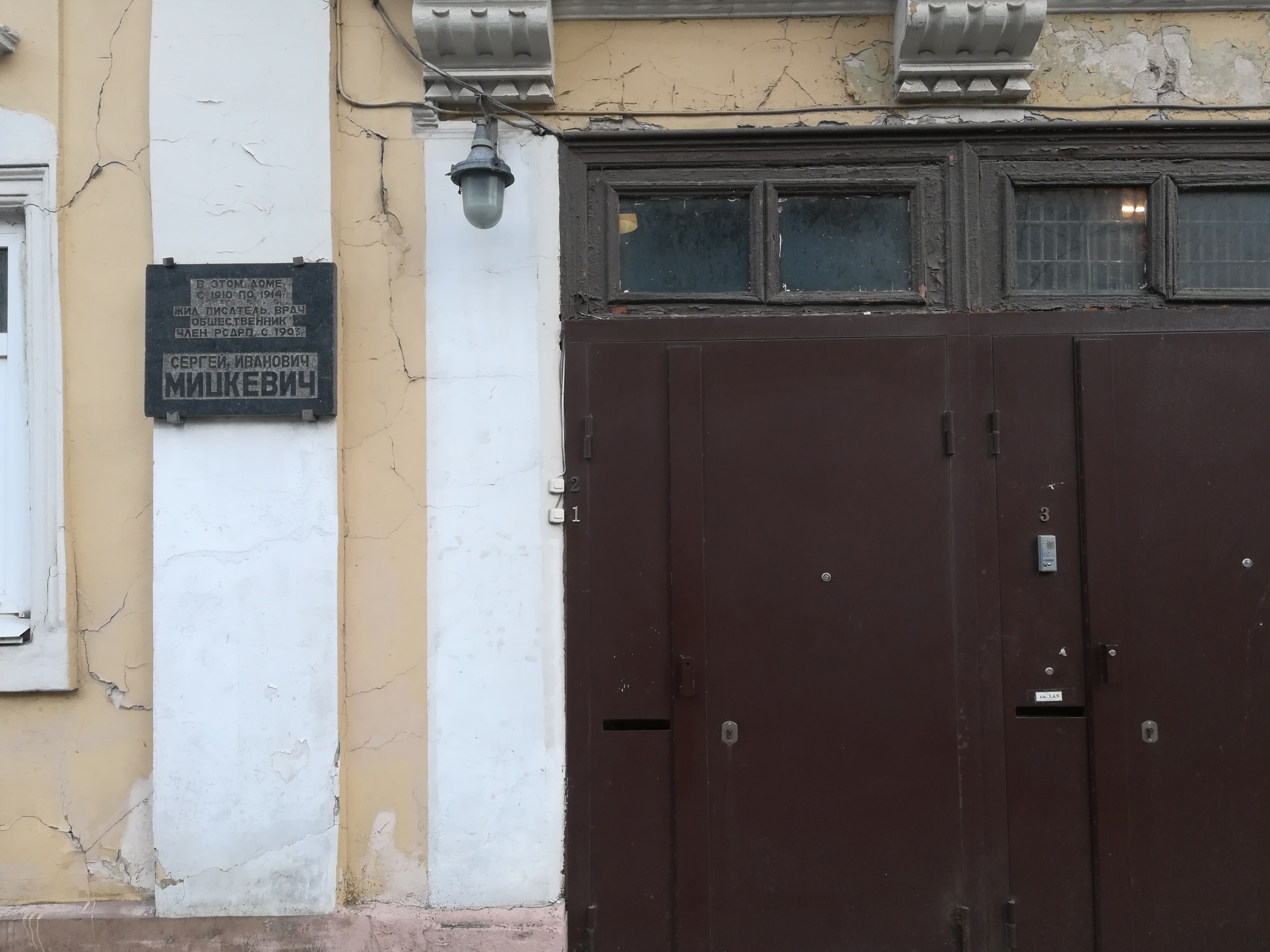
Н. Новгород, ул. Ульянова, д. 38. Мемориальная доска Мицкевичу

Вёл легальную просветительскую работу, участвовал в организации в Народном Доме «Общества распространения народного образования». В Нижнем Новгороде и Сормове участвовал в организации детских площадок, клуба подростков, кооперативного союза, открытии ряда библиотек в губернии. Жил в д. 38 на современной улице Ульянова (мемориальная доска).
В конце 1914 года переехал в Саратов, где стал работать школьным врачом. С начала 1915 года в Саратове вёл легальную и нелегальную политическую и культурно-просветительскую работу в культурно-просветительских организациях «Маяк» и в обществе «Народных университетов». Участвовал в издании легальной большевистской газеты «Наша жизнь», которая просуществовала 10 недель.
В Февральскую революцию 1917 года работал в культурно-просветительской области, вёл активную пропаганду и агитацию в «Обществе Саратовских Народных университетов» до исключения из правления общества за большевизм в ноябре 1917 года.
После Октябрьской революции был назначен Саратовским Советом заместителем председателя, а потом председателем Совета городских комиссаров.
В Москву переехал 1 марта 1918 года, где занялся постановкой дела советской медицины (член Совета врачебных коллегий Наркомздрава), но вскоре переключился на работу в сфере школьного образования в качестве члена коллегии Московского Отдела Народного образования. Принял активное участие в организации «единой трудовой школы» в Москве и в организации загородных школьных колоний.
С лета 1919 по 1920 год был помощником начальника санитарной части Южного, а потом Юго-Западного фронтов.
В начале сентября 1919 года вместе с частью эвакуировавшегося от войск Деникина штаба Южного фронта приехал в Рязань, где проводил агитационную и политическую работу до конца октября того же года.
В марте 1920 года был выбран на IX съезд партии. С мая 1920 года работал заместителем заведующего внешкольного отдела Народного комиссариата просвещения, который по его инициативе преобразовали в Главполитпросвет в конце 1920 года. С января 1921 года — председатель Московского губернского отдела профсоюза работников просвещения; осенью этого же года Мицкевич организовал Московское бюро секции научных работников и стал его председателем; был одним из инициаторов создания Московского Дома ученых. В 1922—1924 годах — член Коллегии Истпарта — Комиссии по истории Октябрьской революции и РКП(б), с лета 1922 принял активное участие в инициативной группе по созданию Музея Революции.
Также С. И. Мицкевич занимался преподавательской деятельностью — читал лекции в Московском университете по истории революционного движения в России, был лектором Коммунистического университета им. Я. М. Свердлова. В 1922 году был инициатором выставки «Красная Москва» в залах бывшего Английского клуба на Тверской. Это событие он считал датой основания Музея Революции СССР, официально открытого в марте 1924 года, когда он стал первым директором музея, покинув этот пост в 1934 году. После этого Мицкевич сосредоточился на литературной деятельности. Член Союза писателей с 1941 года.
Еще в 1906 году появился первый очерк о зарождении московской пролетарской организации. В 1919 году при его участии издан сборник статей «На заре рабочего движения в Москве».
Профессор факультета общественных наук (1923‒1925). Профессор кафедры истории классовой борьбы и ленинизма факультета советского права (1925‒1931?). Профессор этнологического факультета (1925‒1930?).
Директор Музея революции (1924‒1934). Обеспечил возможность собирания материалов по широкой тематике истории России нового и новейшего времени (а также и по истории международного коммунистического движения), привлечения к работе видных беспартийных историков (так, Н. М. Дружинин был ученым секретарём Музея) и музееведов, построения экспозиции по истории революционного движения в России от крестьянских войн XVII—XVIII вв., развертывания выставочной и издательской деятельности, проектирования нового здания и плана большой экспозиции по истории мирового революционного движения.
Член правления Московского дома учёных (1924).
Область научных интересов: практическая медицина.

### Основные труды
- «Мэнэрик и эмиряченье. Формы истерии в Колымском крае», 1929.
- На грани двух эпох: От народничества к марксизму. М., 1937;
- Революционная Москва: 1888—1905. М., 1940;
- Записки врача-общественника. 3-е изд. М., 1969.

После Октябрьской революции жил в Кремле; с 1931 года — в 1-м Зачатьевском переулке, 13.
Умер в 1944 году в Москве. Похоронен в колумбарии Новодевичьего кладбища.
Его дочь Елена стала биографом отца.